# August Ortloph
August Ortloph (* 15. April 1882 in Cadolzburg; † 17. Mai 1964 in Korntal) war im Zweiten Weltkrieg Kommandeur der Feuerschutzpolizei in Dresden und ab 1950 Vorsitzender der Vereinigung zur Förderung des Deutschen Brandschutzes.

## Leben
Ortloph erlernte den Beruf eines Maschinenbauingenieurs. Im April 1908 trat er der Feuerwehr bei. Im Januar 1909 wurde er als Brandmeister bei der Feuerwehr Lübeck angestellt. 1910 wechselte er in die sächsische Landeshauptstadt Dresden, wo er zunächst weiter als Brandmeister, später Brandinspekteur und Stadtamtsbaurat tätig war. 1923 wurde Ortloph Branddirektor bei der Berufsfeuerwehr Dresden und Leiter des dortigen Feuerwehramtes. Im gleichen Jahr wurde er 2. Vorsitzende des Landesfeuerwehrverbandes Sachsen.

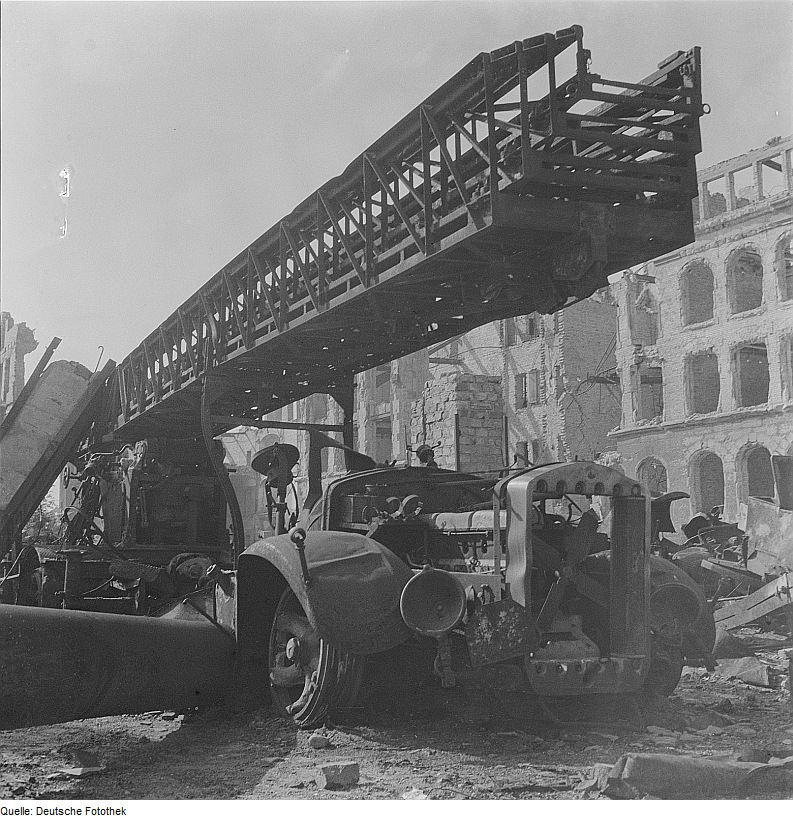
Während der Luftangriffe auf Dresden auf dem Weg zum Einsatz zerstörte und ausgebrannte Drehleiter

Nach der Machtergreifung der Nationalsozialisten trat Ortloph zum 1. Mai 1933 der NSDAP bei (Mitgliedsnummer 2.454.802). Unter Gauleiter Martin Mutschmann fungierte Ortloph ab 1935 zugleich als Landesfeuerwehrführer und Vorsitzender des Sächsischen Feuerwehrverbandes. Von 1938 bis April 1945 war er Kommandeur der Feuerschutzpolizei Dresden. In dieser Stellung wurde Ortloph am 1. Juli 1940 zum Oberst der Feuerschutzpolizei ernannt. Bei den Luftangriffen auf Dresden am 13. und 14. Februar 1945 war Ortloph neben SS-Brigadegeneral und Generalmajor der Polizei Johannes Thiele, der als örtlicher Luftschutzleiter eingesetzt war, für die Lenkung der Lösch- und Rettungskräfte verantwortlich. Am 27. April 1945 wurde Ortloph von der Gestapo verhaftet aber nach Intervention des damaligen Dresdner Oberbürgermeisters Hans Nieland am Folgetag wieder freigelassen jedoch in den sofortigen Ruhestand versetzt. Am 30. April 1945 wurde er auf Bitten der Dresdner Feuerwehrführung wieder in den Feuerwehrdienst berufen. Nach Kriegsende ernannte ihn der sowjetische Stadtkommandant zum amtierenden Leiter der Dresdner Berufsfeuerwehr. Ende Juni 1945 wurde Ortloph jedoch entlassen und kam kurzzeitig in Haft. Wieder in Freiheit, floh er mit seiner Tochter noch 1945 in den Westsektor.
Dort war Ortloph von 1950 bis 1954 Vorsitzender, ab 1954 Ehrenvorsitzender, der Vereinigung zur Förderung des Deutschen Brandschutzes. 1953 war er Organisator der 1. Nachkriegs-Feuerschutzausstellung Der Rote Hahn in Essen. Am 9. Juni 1954 wurde ihm das Bundesverdienstkreuz 1. Klasse verliehen. Am 1. August 1962 war er erster Träger der Heinrich-Henne-Medaille.